# Leptotes (insecto)
Leptotes es un género de mariposas de la familia Lycaenidae, que se distribuyen en la región afrotropical, indomalaya, australasiática y neotropical.

## Taxonomía
El género se compone de las siguientes especies:
- Leptotes adamsoni Collins & Larsen, 1991
- Leptotes babaulti (Stempffer, 1935)
- Leptotes brevidentatus (Tite, 1958)
- Leptotes casca (Tite, 1958)
- Leptotes cassioides (Capronnier, 1889)
- Leptotes jeanneli (Stempffer, 1935)
- Leptotes marginalis Aurivillius, 1924
- Leptotes mayottensis (Tite, 1958)
- Leptotes pirithous (Linnaeus, 1767)
- Leptotes pulcher (Murray, 1874)
- Leptotes rabefaner (Mabille, 1877)
- Leptotes socotranus (Ogilvie-Grant, 1899)
- Leptotes terrenus (Joicey & Talbot, 1926)
- Leptotes andicola (Godman & Salvin, 1891)
- Leptotes bathyllos Dyar, 1913
- Leptotes callanga (Dyar, 1913)
- Leptotes cassius (Cramer, 1775)
- Leptotes delalande Bálint & Johnson, 1995
- Leptotes lamasi Bálint & Johnson, 1995
- Leptotes marina (Reakirt, 1868)
- Leptotes parrhasioides (Wallengren, 1860)
- Leptotes perkinsae Kaye, 1931
- Leptotes trigemmatus (Butler, 1881)
- Leptotes plinius (Fabricius, 1793)

(Lista incompleta)